# Kristie Boogert
Kristie Boogert (Zuid-Beijerland, 16 de dezembro de 1973) é uma ex-tenista profissional holandesa. Em maio de 2016, ela começou a treinar o compatriota Robin Haase

## Grand Slam finais

### Duplas Mistas ( 1título)
| Posição | N. | Data         | Torneio                      | Piso   | Parceiro      | Oponentes                         | Placar       |
| Campeã  | 1. | 5 Junho 1994 | Roland Garros, Paris, França | Saibro | Menno Oosting | Andrei Olhovskiy Larisa Savchenko | 7–5 3–6, 7–5 |

### Olimpíadas

#### Duplas: 1 (0–1)
| Posição | Ano  | Campeonato | Piso | Parceira       | Oponentes                      | Placar   |
| ------- | ---- | ---------- | ---- | -------------- | ------------------------------ | -------- |
| Prata   | 2000 | Sydney     | Duro | Miriam Oremans | Serena Williams Venus Williams | 1–6, 1–6 |

## WTA finais

### Simples 1
| Legenda           |   |
| Grand Slam        | 0 |
| WTA Championships | 0 |
| Tier I            | 0 |
| Tier II           | 0 |
| Tier III          | 0 |
| Tier IV & V       | 0 |
| Olympic Games     | 0 |

| Posição | N. | Data          | Torneio            | Piso   | Oponente        | Placar      |
| Vice    | 1. | 23 Abril 2000 | Budapeste, Hungria | Saibro | Tathiana Garbin | 2–6, 6–7(4) |